# Jesús Paz Galarraga
Jesús Ángel Paz Galarraga (Los Puertos de Altagracia, Venezuela, 1919-Caracas, Venezuela, 5 de febrero de 2012) fue un político y médico venezolano.

## Carrera
Graduado de la Universidad Central de Venezuela como médico pediatra, fue uno de los fundadores del partido Acción Democrática (AD), luchador contra la Dictadura militar se exilia a México y Costa Rica, regreso clandestinamente en 1952 y fue arrestado hasta la caída de Marcos Pérez Jiménez en 1958.
Fue diputado por la II Legislatura del Congreso Nacional de Venezuela. Fue disidente de su partido y en 1967, junto a Luis Beltrán Prieto Figueroa, fundó el partido Movimiento Electoral del Pueblo de tendencia socialista. Fue candidato por este partido en las elecciones presidenciales de 1973, quedando en tercer lugar. Desde entonces fue opositor activo al bipartidismo imperante de AD y Copei. Después de la victoria de Chávez en las elecciones de 1998, apoyó al gobierno de Hugo Chávez.

## Vida personal
Era tío materno de Oswaldo Álvarez Paz.